# Рождённый в восточном Лос-Анджелесе
«Рождённый в восточном Лос-Анджелесе» (англ. Born in East L.A.) — американский комедийный фильм 1987 года.
В середине 1980-х годов дуэт комиков Чич и Чонг распался. Чич Марин начал сольную карьеру. За основу своего фильма он взял песню «Born in East L.A.» с их последнего с Чонгом альбома «Get Out of My Room», которая в свою очередь основана на песне Брюса Спрингстина «Born in the U.S.A.». В этом фильме Чич Марин выступил, и как режиссёр, и как сценарист, и как актёр.
Фильм получил 4 приза на Гаванском кинофестивале в 1987 году.

## Сюжет
Мать просит Руди после работы заехать на фабрику мягких игрушек и забрать там своего двоюродного брата Хавьера, который приезжает к ним в гости из Мексики. Сама же она вместе с детьми должна уехать во Фресно. Руди никогда не видел этого своего брата и сам Хавьер совершенно не говорит по-английски, а Руди наоборот не говорит по-испански.
Руди отправляется на фабрику, где именно в этот момент миграционные службы проводят облаву. Все рабочие на фабрике — нелегальные мигранты из Мексики и Руди принимают за одного из них, хотя он и пытается объяснить, что он американец и родился в восточном Лос-Анджелесе. Всех их сажают в автобус и вывозят за американскую границу.
В Мексике он первым делом идёт на пропускной пункт, но не может пройти, ведь у него нет с собой документов. На последние деньги он звонит домой, но дома никто не берёт трубку. За попытку разбить телефон-автомат он попадает на сутки в мексиканскую тюрьму. Далее в Тихуане Руди знакомится с американцем Джимми, который за еду даёт ему поработать зазывалой в ночном клубе. Джимми также объясняет, что в Америку можно попасть двумя способами. Если есть деньги, то специальный человек перевезёт через границу на грузовике, если денег нет, то можно просто попробовать перебежать, но тут уже как повезёт. Руди пробует бесплатный вариант и опять попадает в мексиканскую тюрьму. Там он устраивается делать наколки барыгам и при удобном случае сбегает.
Таким образом, Руди опять оказывается у Джимми. В бильярдной он знакомится с официанткой Долорес, которая сама не прочь перебраться в Америку, но для начала хочет подкопить денег здесь. Джимми даёт Руди дополнительную нагрузку в виде кучки азиатов. Они выглядят и ведут себя как нелегальные мигранты и когда они попадут в Америку их сразу же вычислят. Руди должен обучить их вести себя, как обычные американцы из Лос-Анджелеса. Он учит их правильно здороваться, правильно ходить и сидеть, а также правильно завязывать повязку на лоб…
Через какое-то время Руди наконец-то собирает нужную сумму. Долорес в последний вечер приглашает его к себе на ужин. Руди опаздывает, поскольку его избивают хулиганы, а придя просто засыпает… На другое утро Джимми и Долорес отправляются провожать его. Руди залазит в кузов грузовика к другим нелегалам. Однако, около машины появляется какая-то несчастная женщина, которая просто умоляет забрать её тоже, но денег у неё нет. Руди сжаливается над ней и уступает своё место. Таким образом, он снова оказывается без денег и в Мексике. Руди решает ещё раз попробовать бесплатный способ, но слегка усовершенствует его. Он приводит к американо-мексиканской границе тысячи желающих попасть в США нелегалов. Всем вместе, огромной толпой, им удаётся перебежать границу. Долорес в этот раз он берёт с собой. В восточный Лос-Анджелес они попадают как раз к параду в честь Синко де Майо.

## В ролях
- Чич Марин — Руди
- Дэниэл Стерн — Джимми
- Камала Лопес-Даусон — Долорес
- Пол Родригес — Хавьер
- Ян-Майкл Винсент — Маккалистер
- Люпе Онтиверос — мама Руди
- Тони Плана — эпизод
- Джейсон Скотт Ли — один из азиатов
- Лилиан Шовен — немка